# Tactical Ops: Assault on Terror
Tactical Ops: Assault on Terror è un videogioco sparatutto in prima persona del 1999 sviluppato dalla Kaheman Studios.

## Pubblicazione
Inizialmente denominato S.W.A.T, fu sviluppato come mod di Unreal Tournament nel dicembre 1999. Nell'aprile 2002 venne pubblicato negli Stati Uniti da parte di Infogrames sotto il marchio MicroProse come videogioco stand-alone per la vendita al dettaglio. In quest'ultima pubblicazione non era più richiesto Unreal Tournament per funzionare, e conteneva mappe aggiuntive rispetto al download gratuito.